# Брокмайер, Оскар
Оскар Бернард Брокмайер (англ. Oscar Bernard Brockmeyer; 13 ноября 1883, Сент-Луис, Миссури — 10 января 1954, Уэбстер-Гровс, Миссури) — американский футболист, серебряный призёр летних Олимпийских игр 1904.
На Играх 1904 в Сент-Луисе Брокмайер выступал за первую сборную США. Они проиграли матч Канаде, сыграли вничью, а затем выиграли встречу с другой американской командой и заняли в итоге второе место, получив серебряные медали.